# Tien Shan occidental
Le Tien Shan occidental  est un site sériel transfrontalier du patrimoine mondial, réparti sur 3 pays asiatiques : Kazakhstan, Kirghizistan et Ouzbékistan.

## Inscription
Le Tian Shan (parfois orthographié « Tien Shan ») est une chaîne de hautes montagnes du Turkestan, en Asie centrale. Sa partie orientale est située au Xinjiang en Chine, sa partie occidentale s'étend sur le Kazakhstan, le Kirghizistan, l'Ouzbékistan et le Tadjikistan. Les paysages du Tian Shan occidental sont variés : on y trouve des gorges, des hauts sommets et des glaciers, mais aussi des zones humides, des prairies et des steppes. On y dénombre un pourcentage importants d'espèces endémiques et certains endroits préservent encore une flore et une fausse du Jurassique.
La partie chinoise est inscrite au patrimoine mondial en 2013 sous le nom de Tianshan au Xinjiang. La partie occidentale, sous le nom de « Tien Shan occidental », est inscrite en 2016, lors de la 40e session du Comité. Il s'agit d'un site naturel, répondant au critère (x) de l'UNESCO.

## Sites
L'inscription comprend 13 sites distincts : 7 au Kazakhstan, 4 au Kirghizistan et deux en Ouzbékistan. Elle regroupe au total plus de 5 000 km2.
| Référence | Site                                                                   | Pays         | Superficie (ha) | Zone tampon (ha) | Coordonnées                       | Illus. |
| --------- | ---------------------------------------------------------------------- | ------------ | --------------- | ---------------- | --------------------------------- | ------ |
| 1490-001  | Réserve naturelle des Karataou (en)                                    | Kazakhstan   | 34 300          | 17 490           | 43° 44′ 00″ nord, 68° 40′ 44″ est |        |
| 1490-002  | Réserve naturelle Aksou-Jabagly - partie principale                    | Kazakhstan   | 131 704         | 25 800           | 42° 16′ 34″ nord, 70° 40′ 27″ est |        |
| 1490-003  | Réserve naturelle Aksou-Jabagly - zone paléontologique Karabastau (en) | Kazakhstan   | 100             |                  | 42° 56′ 24″ nord, 69° 54′ 54″ est |        |
| 1490-004  | Réserve naturelle Aksou-Jabagly - zone paléontologique Aulie           | Kazakhstan   | 130             |                  | 42° 54′ 18″ nord, 70° 00′ 00″ est |        |
| 1490-005  | Parc national de Sayram-Ögam (en) - zone de Boraldaitau                | Kazakhstan   | 26 971          | 4 900            | 42° 41′ 31″ nord, 70° 15′ 23″ est |        |
| 1490-006  | Parc national de Sayram-Ögam (en) - zone de Daoubabin                  | Kazakhstan   | 45 509          | 8 200            | 42° 41′ 31″ nord, 70° 11′ 18″ est |        |
| 1490-007  | Parc national de Sayram-Ögam (en) - zone de Sayram-Ögam                | Kazakhstan   | 76 573          | 13 900           | 41° 56′ 24″ nord, 70° 04′ 57″ est |        |
| 1490-008  | Réserve naturelle de Sary-Chelek                                       | Kirghizistan | 23 868          | 18 080           | 41° 52′ 25″ nord, 71° 56′ 14″ est |        |
| 1490-009  | Réserve naturelle nationale de Besh-Aral - partie principale           | Kirghizistan | 112 018         |                  | 41° 35′ 31″ nord, 70° 27′ 28″ est |        |
| 1490-010  | Réserve naturelle nationale de Besh-Aral - zone de Chandalach          | Kirghizistan | 25 715          |                  | 42° 02′ 29″ nord, 71° 16′ 26″ est |        |
| 1490-011  | Réserve naturelle nationale de Padycha-Ata                             | Kirghizistan | 16 011          | 14 546           | 41° 43′ 28″ nord, 71° 34′ 42″ est |        |
| 1490-012  | Réserve de biosphère nationale de Tchatkal (en) - zone de Maidantal    | Ouzbékistan  | 24 706          |                  | 41° 18′ 05″ nord, 70° 15′ 18″ est |        |
| 1490-013  | Réserve de biosphère nationale de Tchatkal (en) - zone de Bachkizilsay | Ouzbékistan  | 11 018          |                  | 41° 12′ 36″ nord, 69° 56′ 03″ est |        |